# 2005-ös Formula–1 bahreini nagydíj
A bahreini nagydíj volt a 2005-ös Formula–1 világbajnokság harmadik futama, amelyet 2005. április 3-án rendeztek meg a bahreini Bahrain International Circuiten, Szahírban.

## Időmérő edzés

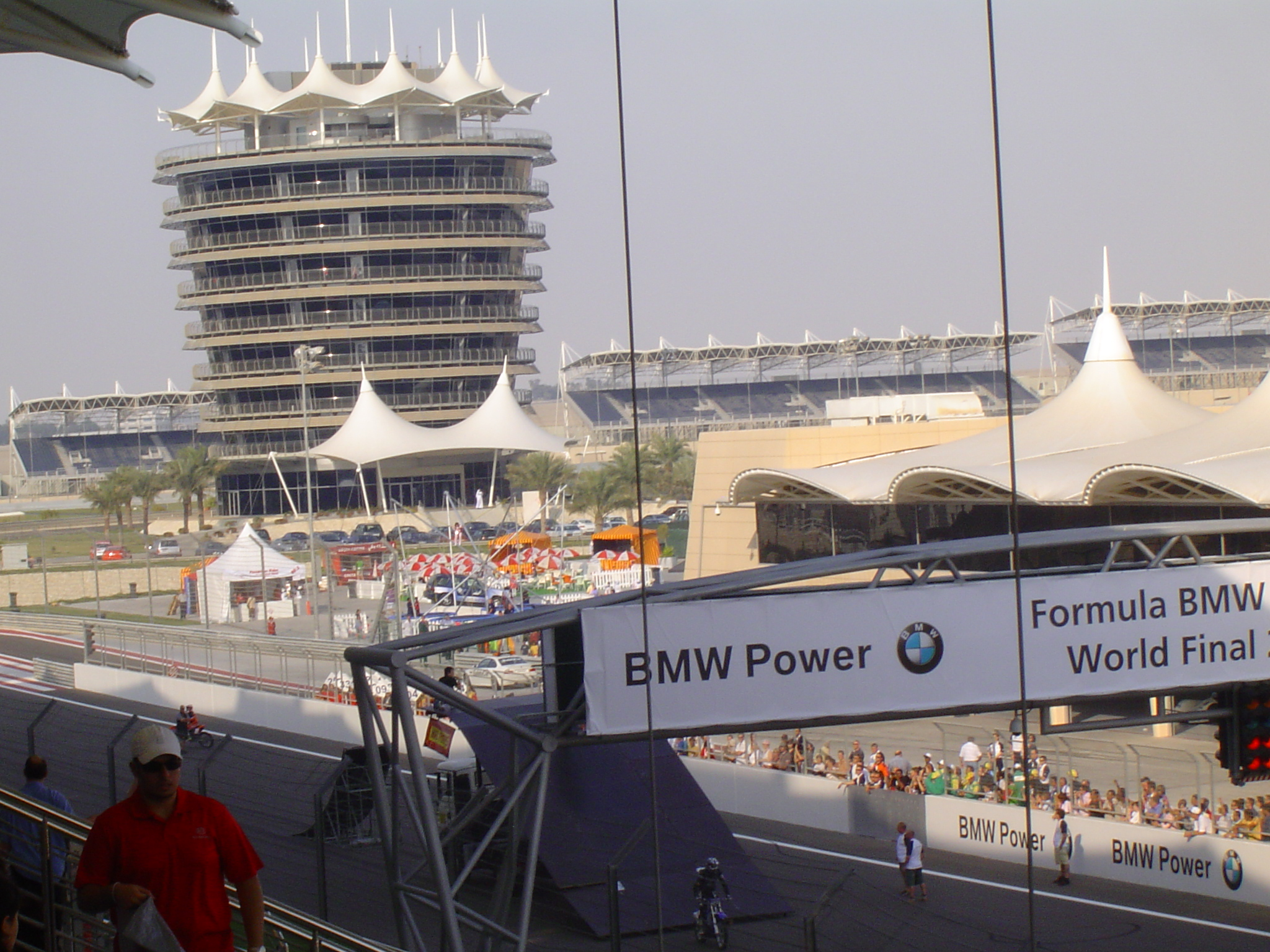
A szahíri pálya

A Ferrari gyenge teljesítménye miatt a tervezettnél előbb, már Bahreinben az F2005-tel lépett pályára, az első két futamon használt átmeneti F2004M helyett. A pole-pozíciót Alonso szerezte meg Michael Schumacher és Jarno Trulli előtt.
| Helyezés | Versenyző            | Csapat/Motor      | Összetett idő | Különbség |
| -------- | -------------------- | ----------------- | ------------- | --------- |
| 1        | Fernando Alonso      | Renault           | 3:01.902      | –         |
| 2        | Michael Schumacher   | Ferrari           | 3:02.357      | + 0.455   |
| 3        | Jarno Trulli         | Toyota            | 3:02.660      | + 0.758   |
| 4        | Nick Heidfeld        | Williams-BMW      | 3:03.217      | + 1.315   |
| 5        | Mark Webber          | Williams-BMW      | 3:03.262      | + 1.360   |
| 6        | Ralf Schumacher      | Toyota            | 3:03.271      | + 1.369   |
| 7        | Christian Klien      | Red Bull-Cosworth | 3:03.369      | + 1.467   |
| 8        | Pedro de la Rosa     | McLaren-Mercedes  | 3:03.373      | + 1.471   |
| 9        | Kimi Räikkönen       | McLaren-Mercedes  | 3:03.524      | + 1.622   |
| 10       | Giancarlo Fisichella | Renault           | 3:03.765      | + 1.863   |
| 11       | Jenson Button        | BAR-Honda         | 3:04.348      | + 2.446   |
| 12       | Felipe Massa         | Sauber-Petronas   | 3:05.202      | + 3.300   |
| 13       | Szató Takuma         | BAR-Honda         | 3:05.563      | + 3.661   |
| 14       | David Coulthard      | Red Bull-Cosworth | 3:05.844      | + 3.942   |
| 15       | Rubens Barrichello*  | Ferrari           | 3:07.693      | + 5.791   |
| 16       | Jacques Villeneuve   | Sauber-Petronas   | 3:07.983      | + 6.081   |
| 17       | Tiago Monteiro       | Jordan-Toyota     | 3:09.428      | + 7.526   |
| 18       | Narain Karthikeyan   | Jordan-Toyota     | 3:10.143      | + 8.241   |
| 19       | Christijan Albers*   | Minardi-Cosworth  | 3:10.422      | + 8.520   |
| 20       | Patrick Friesacher*  | Minardi-Cosworth  | 3:11.261      | + 9.359   |

* Rubens Barrichello, Christijan Albers és Patrick Friesacher tízhelyes rajtbüntetést kapott motorcsere miatt.

## Futam
Minden idők egyik legforróbb (levegő: 42,6 °C, aszfalt: 56 °C) F1-es futamán ismét Fernando Alonso győzedelmeskedett a Renault 100. versenyén Trulli és Räikkönen előtt. Schumacher a 12. körben a hidraulikai rendszer meghibásodása miatt kiesett. A német 2001-es hockenheimi verseny óta nem esett ki technikai probléma miatt (58 futam). A sérült Montoyát helyettesítő McLarenes Pedro de la Rosa autózta a leggyorsabb kört (1:31,447).
| Helyezés | Rajtszám | Versenyző            | Csapat/Motor      | Futott kör | Idő/Kiesés oka | Rajthely | Pont |
| -------- | -------- | -------------------- | ----------------- | ---------- | -------------- | -------- | ---- |
| 1        | 5        | Fernando Alonso      | Renault           | 57         | 1h29:18.531    | 1        | 10   |
| 2        | 16       | Jarno Trulli         | Toyota            | 57         | + 13.409       | 3        | 8    |
| 3        | 9        | Kimi Räikkönen       | McLaren-Mercedes  | 57         | + 32.063       | 9        | 6    |
| 4        | 17       | Ralf Schumacher      | Toyota            | 57         | + 53.272       | 6        | 5    |
| 5        | 10       | Pedro de la Rosa     | McLaren-Mercedes  | 57         | + 1:04.988     | 8        | 4    |
| 6        | 7        | Mark Webber          | Williams-BMW      | 57         | + 1:14.701     | 5        | 3    |
| 7        | 12       | Felipe Massa         | Sauber-Petronas   | 56         | + 1 kör        | 12       | 2    |
| 8        | 14       | David Coulthard      | Red Bull-Cosworth | 56         | + 1 kör        | 14       | 1    |
| 9        | 2        | Rubens Barrichello   | Ferrari           | 56         | + 1 kör        | 20       |      |
| 10       | 18       | Tiago Monteiro       | Jordan-Toyota     | 55         | + 2 kör        | 16       |      |
| 11       | 11       | Jacques Villeneuve   | Sauber-Petronas   | 54         | Felfüggesztés  | 15       |      |
| 12       | 20       | Patrick Friesacher   | Minardi-Cosworth  | 54         | + 3 kör        | 19       |      |
| 13       | 21       | Christijan Albers    | Minardi-Cosworth  | 53         | + 4 kör        | 18       |      |
| Ki       | 3        | Jenson Button        | BAR-Honda         | 46         | Kuplung        | 11       |      |
| Ki       | 4        | Szató Takuma         | BAR-Honda         | 27         | Fékhiba        | 13       |      |
| Ki       | 8        | Nick Heidfeld        | Williams-BMW      | 25         | Motorhiba      | 4        |      |
| Ki       | 1        | Michael Schumacher   | Ferrari           | 12         | Hidraulika     | 2        |      |
| Ki       | 6        | Giancarlo Fisichella | Renault           | 4          | Motorhiba      | 10       |      |
| Ki       | 19       | Narain Karthikeyan   | Jordan-Toyota     | 2          | Elektronika    | 17       |      |
| NI       | 15       | Christian Klien      | Red Bull-Cosworth | 0          | Elektronika    | 7        |      |

## A világbajnokság élmezőnyének állása a verseny után
| H | Versenyzők           | Pont | H | Konstruktőrök     | Pont |
| - | -------------------- | ---- | - | ----------------- | ---- |
| 1 | Fernando Alonso      | 26   | 1 | Renault           | 36   |
| 2 | Jarno Trulli         | 16   | 2 | Toyota            | 25   |
| 3 | Giancarlo Fisichella | 10   | 3 | McLaren-Mercedes  | 19   |
| 4 | Ralf Schumacher      | 9    | 4 | Williams-BMW      | 13   |
| 5 | David Coulthard      | 9    | 5 | Red Bull-Cosworth | 12   |

## Statisztikák
Vezető helyen:
- Fernando Alonso: 55 (1-20 / 22-41 / 43-57)
- Jarno Trulli: 2 (21/ 42)

Fernando Alonso 3. győzelme, 5. pole-pozíciója, Pedro de la Rosa 1. leggyorsabb köre.
- Renault 20. győzelme.